# Sinastría
En astrología la sinastría es un análisis de compatibilidad que hay entre una o más personas, basándose en sus cartas astrales. Dicho análisis se enfoca en explicar el comportamiento de la relación que hay entre esas personas, ayudando a entender (y en ocasiones predecir) los posibles comportamientos que estas seguirán; pudiéndose sacar partido de los puntos en que armonizarán y previniendo o superando los aspectos en los que desarmonizarán.
Las predicciones de la sinastría y astrología en general carecen de validez científica o capacidad explicativa de acuerdo a los estándares de la ciencia moderna, y son consideradas como pseudociencias.

## Etimología
La palabra sinastría viene del griego σyν (syn):, que significa ‘más’ y de άστρον (ástron): que significa ‘estrella’, lo que podría entenderse como juntar "más estrellas". Ya que es la conjunción de las cartas astrales de varias personas. 

## Historia
La sinastría ha formado parte intrínseca de la astrología, probablemente desde que existe la astrología misma, pues la astrología, del mismo modo que ayuda con el autoconocimiento, ayuda a conocer a las demás personas, y por consecuencia, mejora las relaciones que éstas mantienen con otras. Aunque el uso de la palabra es más bien contemporáneo, el análisis es muy antiguo.

## Compatibilidad entre Signos
Los signos tienen cierta tendencia a llevarse bien entre ellos según las características que poseen.
Estas características se ven alteradas por diversos factores, pero básicamente son:
- Por su elemento: Los signos de fuego suelen llevarse bien con otros signos de fuego, del mismo modo pasa con los de tierra, aire y agua.
- Por su naturaleza: Los signos masculinos se llevan bien con otros signos masculinos y los femeninos con otros femeninos.
- Por su naturaleza: Los signos opuestos o contrarios, son los signos que se encuentran en extremos opuestos dentro de la orbe zodiacal. Y aunque son opuestos, se atraen. Estos son: Aries-Libra, Tauro-Escorpio, Géminis-Sagitario, Cáncer-Capricornio, Leo-Acuario y Virgo-Piscis.

Aunque todo varía en relación con diversos aspectos de la carta astral y de las vivencias de la persona.

## El uso de la sinastría arbitrariamente
La sinastría, así como la astrología misma, es muy relativa, ya que para poder determinar las hipotéticas afinidades entre las personas, se requieren más conocimientos sobre el tema que el simple signo solar. En este caso sería muy buena idea ir con un astrólogo si se desea tomar alguna decisión sentimental importante.
Ya que además de la carta astral, existen otros factores que influyen sobre las posibilidades que tiene una pareja, de ser felices en el amor, por ejemplo; y estos aspectos son por principio, conocimientos más avanzados del estudio de la astrología.